# Dario Rugašević
Dario Rugašević (Vinkovci, 29 gennaio 1991) è un calciatore croato, difensore del Tomislav Cerna.

## Caratteristiche tecniche
È un terzino sinistro.

## Palmarès

### Club

#### Competizioni nazionali
- Druga hrvatska nogometna liga: 1

Cibalia: 2015-2016
- Campionato polacco: 1

Piast Gliwice: 2018-2019